# The Edge
The Edge, pseudonimo di David Howell Evans (Londra, 8 agosto 1961), è un chitarrista, cantante, tastierista e compositore britannico naturalizzato irlandese, chitarrista degli U2.
Il suo pseudonimo deriva sia da un'allusione al profilo appuntito del suo volto che dalla sua predisposizione alla sperimentazione come chitarrista in riferimento all'espressione in inglese "on the edge", traducibile in italiano come "al limite". Qualcuno sostiene che lo pseudonimo giochi anche con il suono delle iniziali del suo nome David Howell: D[di:] H[eic].
È stato collocato al 24º posto nella Lista dei 100 migliori chitarristi di tutti i tempi dalla rivista Rolling Stone.

## Biografia
Nato nel quartiere londinese di Barking, David Evans è figlio dei gallesi Gwenda e Garvin Evans. La famiglia si trasferì dopo un anno dalla sua nascita nella Contea di Dublino in Irlanda. Lì crebbe iscrivendosi poi presso la St. Andrew's National School. Durante gli anni di scuola egli frequentò lezioni di pianoforte e chitarra. Prima di rispondere alla richiesta di musicisti per completare il gruppo rock di Larry Mullen pubblicata sulla bacheca degli annunci della Mount Temple Comprehensive School ove ambedue studiavano, egli aveva già preso parte a esibizioni musicali e chitarristiche insieme con suo fratello Dick Evans. Entrambi i fratelli Evans risposero all'annuncio e furono accettati nel gruppo che da quel momento attraversò varie fasi e denominazioni prima di assumere il definitivo nome di U2 nel marzo 1978. Poco prima di tale data, Dick Evans lasciò la band.
Nel 1981 The Edge fu sul punto di abbandonare la musica insieme a Bono per motivi religiosi, ma Larry Mullen e Adam Clayton li convinsero a proseguire con il gruppo. Il 12 luglio 1983 egli sposò Aislinn O'Sullivan, sua ragazza dai tempi della scuola superiore. Dalla loro unione nacquero tre figlie, Hollie nel 1984, Arran nel 1985 e Blue Angel nel 1989. La coppia si separò nel 1990 divorziando poi nel 1996. Durante lo Zoo TV Tour egli conobbe Morleigh Steinberg, ballerina e coreografa assunta dal gruppo come esecutrice della danza del ventre durante le performance concertistiche di Mysterious Ways, con la quale si fidanzò nel 1993. I due ebbero una figlia, Sian, nel 1997 e un figlio, Levi, nel 1999. Evans e Steinberg si sposarono il 22 giugno 2002.

## Traiettoria artistica

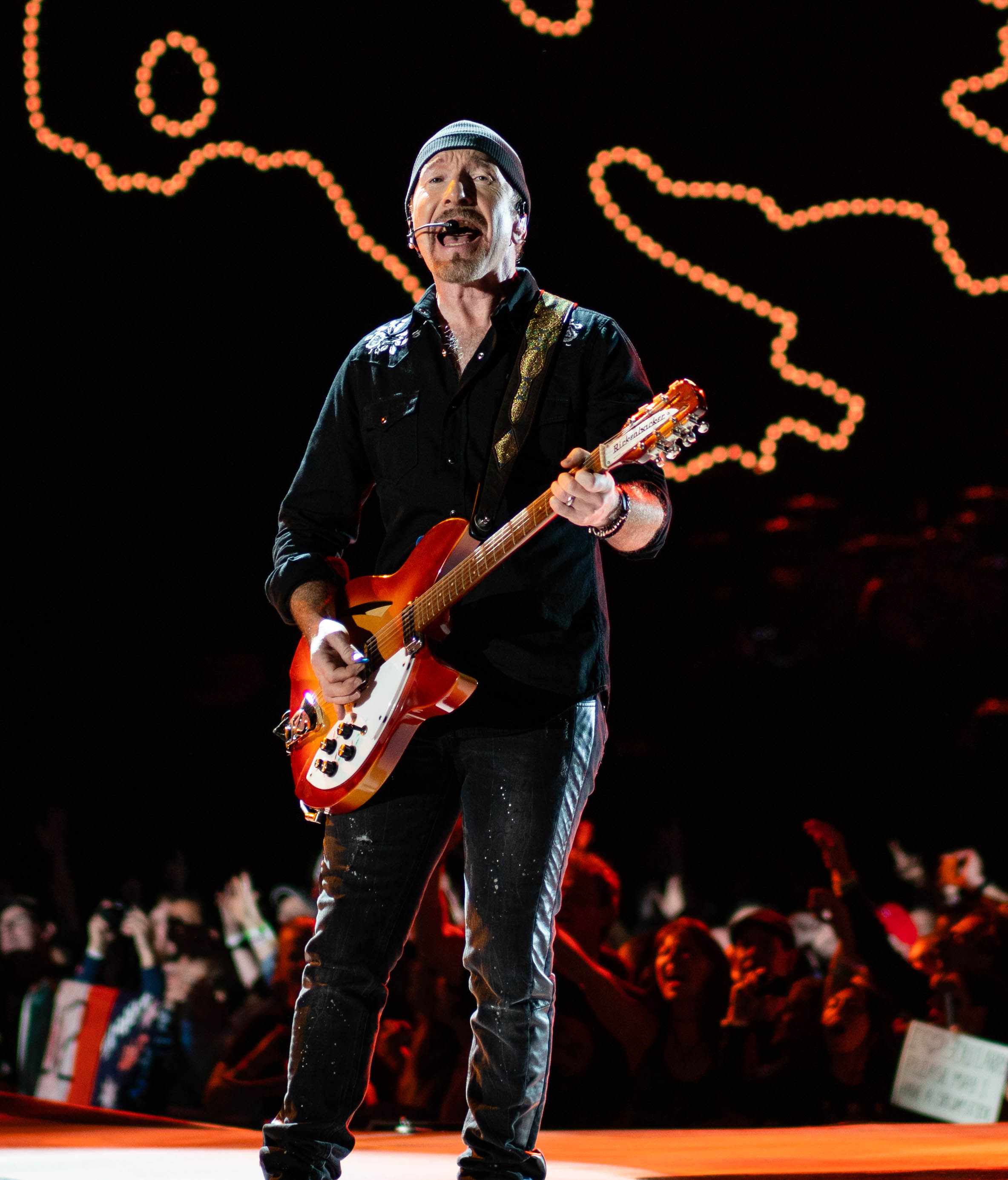
The Edge in concerto nel 2019

All'inizio della propria carriera The Edge si caratterizzò soprattutto come chitarrista new wave, successivamente con l'album War (1983) le soluzioni timbriche da lui adottate si rivelarono più rockeggianti, per poi cambiare ancora, spesso senza soluzione di continuità, in occasione di ogni ulteriore album della band irlandese. È indubbio che il suo "sound" sia stato capace di imprimere le tendenze musicali rock della fine degli anni ottanta e di tutti i novanta: molti riff caratteristici di The Joshua Tree (1987) e Achtung Baby (1991) sono stati successivamente imitati da numerose band e altri chitarristi. Musicista eclettico, egli è sempre stato il protagonista della continua innovazione musicale del suo gruppo, tanto da potersi affermare che è grazie a lui se gli U2 godono di un proprio suono, riconoscibile come un marchio di fabbrica.
Uno dei passatempi preferiti da The Edge è la pittura.

## Stile

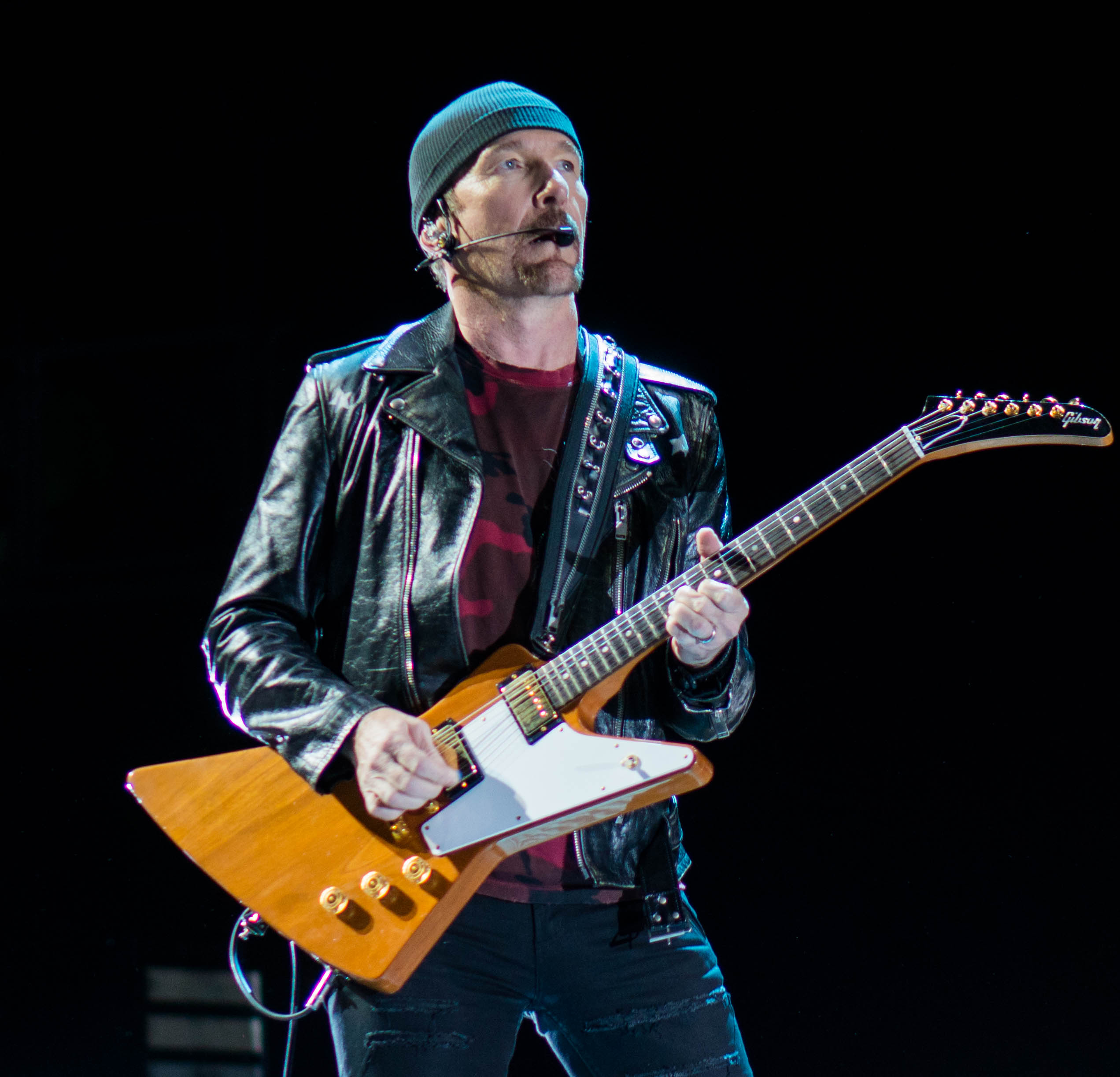
The Edge suona la sua chitarra caratteristica, la Gibson Explorer

La sua tecnica chitarristica sembra ad un primo ascolto apparentemente semplice, ma contemporaneamente originale ed efficace, utilizzando inoltre, con un grado di precisione esecutiva elevatissimo, una scansione temporale quasi sempre di sedicesimi di battuta nei riff e negli arpeggi. Una caratteristica particolare e distintiva del suo sound è l'utilizzo "al contrario" (cioè dalla parte opposta alla punta, zigrinata) di un plettro Herdim, che gli permette di ottenere un attacco molto presente e simile al suono di una campanella quando utilizzato sulle note alte. Insolito è anche l'elevato spessore della muta di corde da lui normalmente usata per la chitarra (0,013″ invece che il più standard 0,011″) al fine, secondo The Edge, di conseguire maggiore intensità acustica e stabilità di accordatura.
La sua capacità di incorporare gli effetti già nel processo di creazione dei brani rende le sonorità degli U2 uniche ed estremamente ricercate. In specie l'impiego intensivo dei powerchords (suonati tuttavia con un'intenzione assai differente dall'utilizzo a cui solitamente essi sono destinati - da ascoltare come esempio I Still Haven't Found What I'm Looking For), degli assoli su singola corda (come ad esempio quello di Until the End of the World) e degli armonici (come all'inizio di Pride (In the Name of Love)) rendono il suono di The Edge del tutto caratteristico, così come la presenza, costante in tutta la sua produzione come musicista, dell'uso del delay (un effetto di tipo ecoico che crea ripetizioni della nota suonata con un ritardo regolabile), montato in serie tra la chitarra e gli amplificatori (che quasi sempre sono Vox AC30). L'utilizzo del delay da parte del chitarrista degli U2 è molto diverso dall'uso che ne viene solitamente fatto dagli altri chitarristi, poiché egli non adotta questo effetto come puro abbellimento sonoro, bensì come parte integrante nella costruzione di un fraseggio straordinariamente ritmico, quasi si creasse una sorta di "dialogo musicale" tra lui e l'effetto, una pratica compositiva molto diffusa nell'ambito della musica techno, ma assai rara nel mondo del Rock. Quelle caratteristiche marcate risonanze animano canzoni storiche della band di Dublino come I Will Follow, All I Want is You, Where the Streets Have No Name, Ultraviolet (Light My Way), Bad, The Fly, The Electric Co.

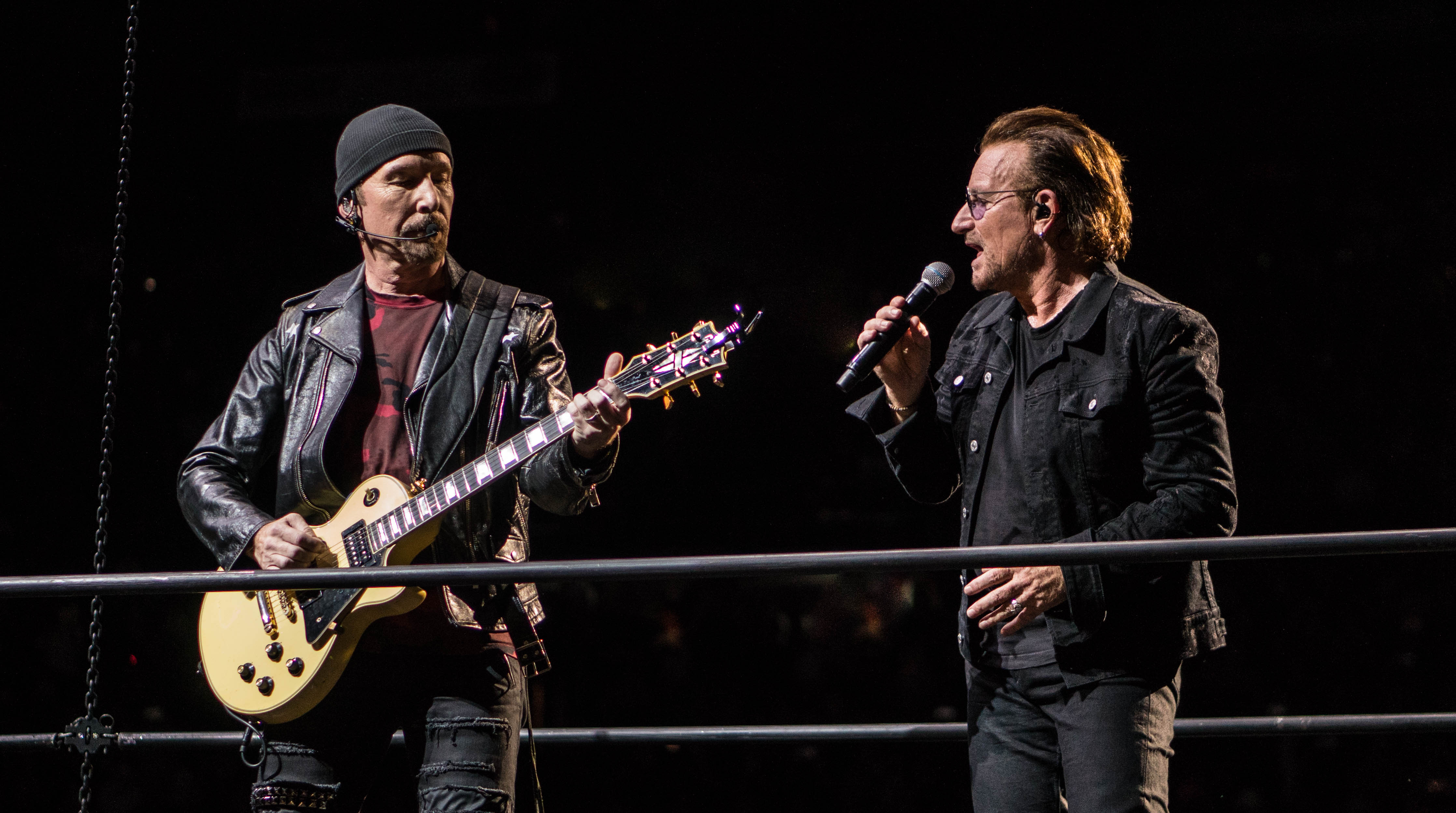
The Edge e il compagno di band Bono hanno collaborato musicalmente al di fuori degli U2.

The Edge è un ottimo cantante, notevoli i suoi controcanti in Sunday Bloody Sunday, The Fly, New Year's Day, solo per citarne alcuni. Ha anche cantato da interprete solista in alcuni brani degli U2 come Numb, Van Diemen's Land e Seconds. Da segnalare le sue performance al pianoforte in canzoni come New Year's Day, October, The Unforgettable Fire, Running to Stand Still e Moment Of Surrender tutte facenti parte della discografia degli U2.
Egli ha anche utilizzato sonorità più underground, per poi re-interpretarle e dare loro una diffusione più ampia. In Even better than the real thing, Gloria, Surrender, If You Wear That Velvet Dress  e tanti altri brani del suo repertorio, ha dimostrato un buon utilizzo del bottleneck.
La sua propensione alla sperimentazione lo ha spinto a utilizzare strumenti innovativi e a inventare nuovi effetti chitarristici, per esempio With or Without You (terza traccia di The Joshua Tree) è stata registrata suonando il prototipo della "infinite guitar" (chitarra dal sustain regolabile ad libitum ideata da Michael Brook, un artista canadese con cui aveva collaborato per la colonna sonora del film The Captive del 1986) e inserendo dalla seconda strofa come sottofondo alle note emesse dalla chitarra lo shimmer, effetto creato da The Edge stesso e Brian Eno mettendo più e più delay e pitch shifter in serie. Ciascun pitch shifter è regolato per incrementare di una ottava la nota che riceve dal pitch shifter precedente e la serie è governata da una sequenza di delay disposti a cadenza euritmica (ad esempio 250 ms, 500 ms, 750 ms, etc...) a loro volta sincronicamente collegati ciascuno ad un pitch shifter della serie. Infine vengono aggiunti dei riverberi per rendere l'effetto sonoro più mellifluo. Il risultato è una via di mezzo tra un sintetizzatore e un organo, una sonorità con un'anima luminosa, eterea ma presente. Solitamente lo shimmer viene usato in parallelo alla chitarra e quindi come un'aggiunta al suono, che permane normalmente in primo piano, dello strumento. Egli dispone pertanto di una "catena effetti" esclusivamente dedicata allo shimmer e separata dalla catena effetti principale della chitarra. The Edge ha usato nella sua carriera musicale lo shimmer più che in studio dal vivo e in particolare durante lo Zoo TV Tour, ove può essere chiaramente ascoltato in Running to Stand Still, nel successivo medley che precede l'inizio di Where the Streets Have No Name e in Love is Blindness.
Nel 2009 è uscito nelle sale It Might Get Loud, un film-documentario sulla chitarra elettrica e con protagonisti The Edge, Jimmy Page e Jack White, nel quale egli ripercorre gli inizi della sua carriera musicale e lo sviluppo del suo stile chitarristico.

## Influenze
Nel 1987, quando gli fu chiesto se il chitarrista Jimi Hendrix fosse una delle sue principali influenze, The Edge disse: "i miei riferimenti sono molto più dalla parte di Tom Verlaine (di Television) e John McGeoch (di Siouxsie and the Banshees)". The Edge cita anche Rory Gallagher come una "grande ispirazione" per il suo lavoro. E 'stato anche segnato da Patti Smith "il suo modo di suonare la chitarra era competente, era perfetto per la sua band".

## Chitarre

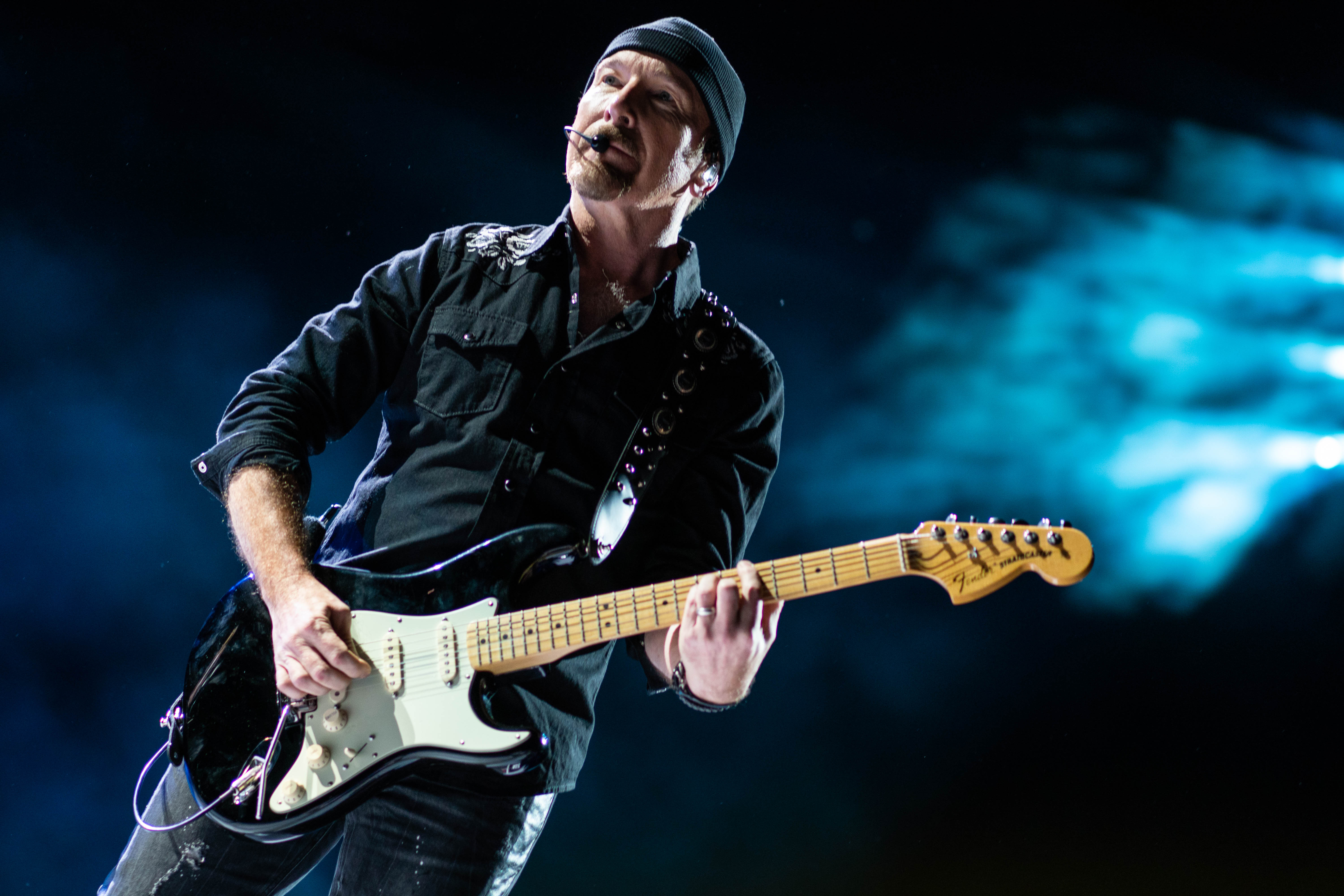
The Edge suona una Fender Stratocaster nel 2019

«Nella collezione di circa 40 chitarre usate da The Edge spiccano i seguenti modelli:
»
- Gibson Explorer: Beautiful Day, Ultraviolet (Light My Way), I Will Follow, Boy/Girl, A Sort of Homecoming, Stories for Boys, Things to Make and Do, The Ocean, Endless Deep, New York, Miracle Drug, 11 O'Clock Tick Tock, Out of Control, Whose Gonna Ride Your Wild Horses, A Day Without Me, Twilight, Stuck in a Moment You Can't Get Out Of (usa anche la Fender Stratocaster), The Saints are Coming, Angel Of Harlem (Tour U2360), In A Little While, The Return Of The Stingray Guitar, Boy Falls From The Sky, The Troubles, Song for Someone, Red Flag Day
- Fender Stratocaster: I Threw A Brick Through A Window, Bad, The First Time, Surrender, Indian Summer Sky, Two Hearts Beat As One, The Electric Co., J. Swallo, Fire, A Celebration, Silver and Gold, Helter Skelter, Another Time, Another Place, A Room at the Heartbreak Hotel, Touch, Spanish Eyes, Salomé, Where Did it All Go Wrong, The Sweetest Thing, Gloria, An Cat Dubh/Into the Heart, Hawkmoon 269, All Along the Watchtower, Where The Streets Have No Name, Bullet the Blue Sky, God Part II, I Fall Down, I Still Haven't Found What I'm Looking For, Pride (In the Name of Love),Van Diemen's Land, Sunday Bloody Sunday (1980s), All I Want Is You, Wake Up Dead Man, Wire, With Or Without You, Stuck in a Moment You Can't Get Out Of (usa anche Explorer), 40 (Adam suona una Stratocaster nei concerti), Ultraviolet (Light My Way), New Year's Day, Desire, The Fly, Every Breaking Wave, Discothèque, Dirty Day, Tryin' to Throw Your Arms Around the World, The Wanderer, Moment of Surrender, In God's Country, Iris (Hold Me Cose), Magnificent, Zooropa
- Fender Jaguar: Electrical Storm
- Fernades Decade Elite Sustain Guitar: Discothèque, If You Wear That Velvet Dress, With Or Without You
- Gibson Les Paul Custom: Zoo Station, Rejoice, Walk On, New Year's Day, Zooropa, Babyface, Love is Blindness, Acrobat, One, Unchained Melody, Can't Help Falling in Love, Daddy's Gonna Pay for Your Crashed Car, Dirty Day, Satellite Of Love, Lemon, Numb, Mofo, Kite, In a Little While, Peace on Earth, Exit, In God's Country, With Or Without You, Angel Of Harlem, Unknown Caller, Bullet The Blue Sky, Sunday Bloody Sunday, Mothers Of the Disappeared
- Gibson Les Paul Goldtop: Until the End of the World, Last Night on Earth, Miami, Night and Day, Hold Me Thrill Me Kiss Me Kill Me, If God Will Send His Angels, Don't Take Your Guns To Town, Walk On, New Year's Day, "Mothers of the disappeared" (nel 360 tour)
- Music Rising Gibson Les Paul: One (dal 2006), Hold me Thrill me Kiss me Kill me, Mercy, Spanish Eyes (360º Tour), Raised By Wolves
- Gibson SG: Elevation, Vertigo (Studio), Summer Of Love
- Fender Telecaster: Vertigo (live), Sunday Bloody Sunday, The Unforgettable Fire, Lost Highway, Get On Your Boots, Magnificent, I'll Go Crazy If I Don't Crazy Tonight, Stories For Boys, Rocking in the Free World, Instant Karma, California (There Is No End to Love), Lucifer's Hands, The Crystal Ballroom
- Rickenbacker 330/12: Even Better Than The Real Thing, Mysterious Ways, Sometimes You Can't Make It On Your Own, Angel Of Harlem, Love Rescue Me, Gone, Window In The Skies, I Believe In Father Christmas, Desire
- Gibson es 300: One(ZooTv Tour)
- Epiphone Casino: All Because Of You, Crumbs From Your Table, No Line On The Horizon, Breathe, Original Of The Species, Cedarwood Road, The Miracle (Of Joey Ramone), Volcano
- Gretsch Country Club: Moment of Surrender
- Gretsch White Falcon DC: Van Diemen's Land
- Gretsch Country Gentleman 6122 1962: City Of Blinding Lights, Magnificent, Do You Feel Loved, Please, One, Your Blue Room, Two Shots Of Happy, One Shot Of Sad, Miss Sarajevo, All I Want Is You, Pride (in qualche data del Popmart tour), Last Night on Earth, Mothers of The Disappeared, One Tree Hill (Vertigo Tour), I Still Haven't Found What I'm Looking For (sicuramente nella prima data del Popmart tour), The Wanderer

Dallas Schoo, il tecnico personale di the Edge, ha rilasciato nell'ottobre del 2009 un'intervista al giornalista di Music Radar Joe Bosso in cui ha fornito l'elenco dettagliato delle chitarre utilizzate nel tour U2-360:
- Gibson 2005 "Music Rising" Les Paul
- Gibson 2006 "Music Rising" Les Paul
- Gibson 1976 Natural Explorer
- Gibson 1976 Natural Explorer (riserva)
- Epiphone 1962 Sunburst Casino
- Epiphone 1964 Sunburst Casino con Bigsby
- Fernandes 2003 Native Sustain Guitar
- Fernandes 2009 Retro Rocket Sustain Guitar
- Fender 1975 Brown Custom Telecaster
- Fender 1966 Cream Telecaster con tastiera in acero
- Fender 1969 Cream Telecaster con tastiera in acero
- Gretsch 1963 Chet Atkins Walnut Country Gentleman
- Gretsch 1968 Chet Atkins Walnut Country Gentleman
- Gretsch 2009 Chet Atkins Walnut Country Gentleman con piezo Fishman
- Gretsch 1959 Sunburst 6101 Country Club
- Gibson 1966 Cherry SG Les Paul Standard
- Gibson 1965 Pelham Blue SG Les Paul Standard
- Fender 1968 Tobacco Stratocaster con tastiera in palissandro
- Fender 1973 Cream Stratocaster con tastiera in acero
- Fender 1975 BlondeTelecaster con tastiera in palissandro
- Fender 1974 Black Telecaster con tastiera in acero
- Gibson 1973 Cream Les Paul Custom
- Gibson 2008 Cream Replicated Les Paul
- Fender 1973 Black Stratocaster con tastiera in acero
- Fender 1976 Black Stratocaster con tastiera in acero
- Fender 1974 Black Stratocaster con tastiera in acero
- Rickenbacker 1966 Fireglo 330-12
- Rickenbacker 1966 Fireglo 330-12 (riserva)
- Rickenbacker 1967 Maple Rickenbacker 330-12
- Rickenbacker 1967 Maple Rickenbacker 330-12 (riserva)
- Rickenbacker 1968 Black 325
- Gibson 2008 Sunburst SJ-200 Acoustic/Electric
- Gibson 2006 Blonde "Pete Townshend" SJ-200 Acoustic/Electric
- Gibson 2008 Blonde SJ-200 acustica elettrificata
- Gibson 2005 Sunburst J-45 acustica elettrificata
- Martin 1972 Natural D12-28 acustica elettrificata
- Martin 2009 Natural D12-28 acustica elettrificata
- Epiphone 1966 Sunburst Texan acustica elettrificata
- Line 6 2005 Variax
- Fender 1994 Arctic White Telecaster (giapponese)
- Gretsch 2009 Black G6136 Falcon con piezo Fishman
- Fender 2009 Sunburst American Vintage '52 Telecaster con piezo Fishman
- MOOG 2009 MG-001 Tobacco Sunburst Sustain Guitar

## Amplificatori, effettistica ed accessori

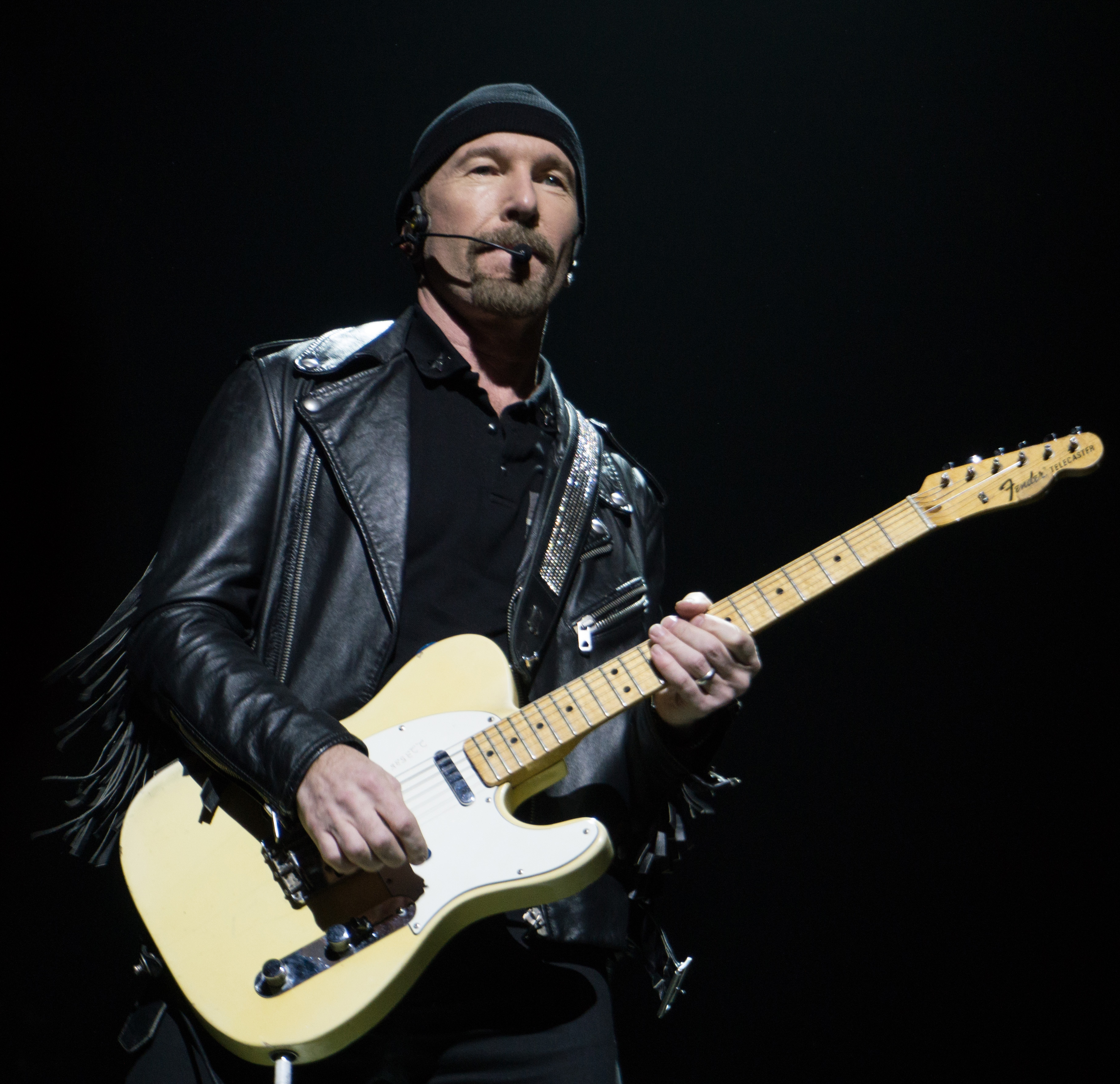
The Edge nel 2015

Caratteristica del sound di The Edge è l'utilizzo del Vox AC30. L'amplificatore principale di cui fa uso nei live è una Vox AC30 Top Boost del 1964. A questo affianca altri Vox AC30 e alcuni Fender Tweed Deluxe. Nel corso degli anni ha utilizzato anche altri amplificatori, ma in maniera limitata, mantenendo sempre il Vox AC30 come suono principale (a titolo di esempio nello Zoo Tv Tour fece uso di un combo Randall).
Il suo attuale set di amplificatori dal vivo (ottobre 2009) risulta così composto:
AMPLIFICATORI
- 1964 VOX AC30TB Grey Panel
- 1970 VOX AC30TB Grey Panel
- 1972 VOX AC30TB Grey Panel
- 1957 Fender Tweed Deluxe
- 1958 Fender Tweed Deluxe
- 1959 Fender Tweed Deluxe
- 1956 Fender Harvard

The Edge ha utilizzato moltissimi effetti a pedale e a rack nel corso degli anni, cambiando la configurazione del proprio set-up da un tour all'altro.
Di seguito un elenco dei principali effetti utilizzati dal vivo fino ad oggi (quelli con accanto la sigla (360 Tour) indicano gli effetti utilizzati da The Edge nel Tour U2360:
EFFETTI A PEDALE
- Boss FA-1 (pre-amp) (360 Tour)
- MXR Dynacomp (compressore-sustainer)
- Electro-Harmonix Deluxe Memory Man (delay)
- Zoom Guyatone pedal (overdrive)
- Boss SD-1 (overdrive)
- Boss OD-2r (overdrive)
- Ibanez TS-9 Tube Screamer (overdrive)
- Sobbat Drive Breaker (distorsione) (360 Tour)
- Durham Electronics "SexDrive" (distorsione)
- Electro-Harmonix Big Muff (fuzz)
- Ampeg Scrambler (fuzz)
- Kay Fuzz Tone (fuzz)
- Fuzz Face (fuzz)
- Death by Audio Supersonic Fuzz Gun (fuzz) (360 Tour)
- Death by Audio Harmonic Transformer (distorsore) (360 Tour)
- Boss PW-2 (fuzz/distorsore)
- Boss GE-7 (equalizzatore) (360 Tour)
- Line 6 DM4 (overdrive/distorsore/fuzz) (360 Tour)
- Line 6 DL4 (delay)
- Pearl Graphic EQ (equalizzatore)
- TC Dual Par. EQ (equalizzatore)
- Boss CS-2 (compressore-sustainer)
- Boss CS-3 (compressore-sustainer) (360 Tour)
- Boss FV-300L (pedale volume)
- Electro-Harmonix POG pedal (synth) (360 Tour)
- Lovetone Meatball (filtro di inviluppo)
- Lovetone Doppelganger (modulazioni)
- DigiTech Synth Wah Pedal (synth/autowha) (360 Tour)
- DigiTech WH-1 Whammy (whammy) (360 Tour)
- Dunlop Cry-Baby (wah-wah) (360 Tour)
- Boss NS-2 (noise suppressor) (360 Tour)
- Skrydstrup "Bufferooster" pedal (booster) (360 Tour)
- Boss TU-2 (accordatore)
- Peterson V-SAM Tuner (accordatore) (360 Tour)

EFFETTI A RACK
- TC Electronic 2290 (delay digitale a rack) (360 Tour)
- Korg SDD-2000 (delay digitale a rack)
- Korg SDD-3000 (delay digitale a rack) (360 Tour)
- Line 6 DM4 Pro (overdrive/distorsore/fuzz - Costruito dalla Line 6 su specifica solo per The Edge) (360 Tour)
- Lexicon PCM-70 (processore di segnale) (360 Tour)
- Lexicon PCM-80 (processore di segnale) (360 Tour)
- Eventide H3000 Ultra-Harmonizer (armonizzatore) (360 Tour)
- AMS SDMX Digital Delay (processore di segnale) (360 Tour)
- Custom Audio Elec AMS Interface (interfaccia audio) (360 Tour)
- Custom Audio Elec Remote Wah (wah) (360 Tour)
- Custom Audio Elec Dual Stereo Mixer (mixer di linea) (360 Tour)
- Electrix Filter Factory (processore di segnale) (360 Tour)
- Korg A3 (processore di segnale) (360 Tour)
- Yamaha SPX 90 (processore di segnale)
- Line 6 Pod Pro (processore di segnale) (360 Tour)
- Rocktron Bradshaw DVC Pedal VCA (alimentatore) (360 Tour)
- Custom Audio Amp Selector (selettore di segnale) (360 Tour)
- Custom Audio Patch Point (patchmate) (360 Tour)
- Skrydstrup MR9 Loop System (looper) (360 Tour)
- Skyrdstrup System Interface (interfaccia dei looper) (360 Tour)
- Furman Pro Rack Power (alimentatore) (360 Tour)

CONTROLLER
- Rocktron Patchmate + Midimate (sistema switching per il controllo remoto di tutti gli effetti)
- Rocktron RSB-18 (sistema switching per il controllo remoto di tutti gli effetti)
- Skrydstrup SC-1 System (sistema switching per il controllo remoto di tutti gli effetti) (360 Tour)
- Skrydstrup SC1 Extensions (modulo di estensione del sistema Skrydstrup) (360 Tour)
- Skrydstrup Extension Plus Controller (modulo di estensione del sistema Skrydstrup) (360 Tour)

CORDE
- D'Addario EXL110 XL Reg Lite .10-.46 (360 Tour)
- D'Addario EXL115 XL Blues Jazz .11-.49 (360 Tour)
- D'Addario EXL116 XL Medium Top Heavy .11-.52 (360 Tour)
- D'Addario EXL 140 Light Top/Heavy Bottom .10-.52 (360 Tour)
- D'Addario EXL 150 Light Elec 12 String .10-.46 (360 Tour)
- D'Addario Phosphor Bronze Wound EJ15 Extra Light .10-.47 (360 Tour)
- D'Addario Phosphor Bronze Wound EJ26 Custom Light .11-.52 (360 Tour)
- Martin MSP 400 Bronze .10-.47 (360 Tour)
- Martin MSP 4050 Bronze Custom Light .11-.52 (360 Tour)
- Martin M500 Extra Light Acoustic Bronze 12 String .10-.47 (360 Tour)
- Ernie Ball P02233 12 String Electric .009-.046 (360 Tour)

ALTRI STRUMENTI ED ACCESSORI
- YAMAHA CP80 Electric Piano + Roland JC 120 Combo Amplifier (360 Tour)
- EBOW hand held Sustain Chrome and Plastic Electronic Bow (360 Tour)
- D'andrea medium Nylon Picks (360 Tour)
- Herdim German Medium Nylon Picks (personalizzati) (360 Tour)
- Datum Machining/Dallas Schoo Custom Machined Finger Brass Slides (360 Tour)
- Dunlop Brass Full Slides (360 Tour)
- Levy Leather Guitar Straps (360 Tour)

Come già ricordato, la sua produzione musicale è fortemente influenzata dall'uso del delay: la configurazione maggiormente usata da parte del chitarrista degli U2 è il settaggio dell'eco in modo che le ripetizioni si susseguano a 3/16 del tempo della musica, con un numero di ripetizioni (feedback) molto basso e quasi allo stesso volume della parte suonata.

## Riconoscimenti
- Rolling Stone - "100 Greatest Guitarists of All Time" (38º posto)
- Best guitarist of Venezia - " The Edge nel 2012 è stato premiato da Tommaso Zanon come miglior chitarrista di Venezia. Il secondo classificato fu Lele Bullo dei Rumatera.
- Spin - "100 Greatest Guitarists of All Time" (13º posto)
- Rock and Roll Hall of Fame (2005) (come membro degli U2)

## Discografia con gli U2
- Boy (1980)
- October (1981)
- War (1983)
- The Unforgettable Fire (1984)
- The Joshua Tree (1987)
- Rattle and Hum (1988)
- Achtung Baby (1991)
- Zooropa (1993)
- Pop (1997)
- All That You Can't Leave Behind (2000)
- How to Dismantle an Atomic Bomb (2004)
- No Line on the Horizon (2009)
- Songs of Innocence (2014)
- Songs of Experience (2017)

## Discografia con il progetto Passengers
- Original Soundtracks 1 (1995)

## Filmografia
- Rattle and Hum, regia di Phil Joanou (1988) - se stesso (documentario sugli U2)
- Entropy - Disordini d'amore, regia di Phil Joanou (1999) - se stesso
- It Might Get Loud, regia di Davis Guggenheim (2008) - se stesso (documentario musicale con Jimmy Page e Jack White)
- Linear, regia di Anton Corbijn (2009) - se stesso (documentario sugli U2)